# ワシントン錦
ワシントン 錦（ワシントン にしき、1994年3月27日 - ）は、日本の女子バスケットボール選手である。ポジションはセンター。Wリーグの日立ハイテク クーガーズ所属。本名：ワシントン・ララ・錦

## 来歴
長崎県佐世保市生まれ神奈川県横須賀市育ち。アメリカ人の父と日本人の母を持つ。
三浦学苑高校卒業後、英語力向上とバスケットボールのスキルを磨くため、アメリカへ留学。サンディエゴ州立大学 American Language Institute で語学を学び、その後ユタ州にあるディクシー州立大学に進学。NCAAの所属選手として三年間プレー。
2016年に帰国し、羽田ヴィッキーズに加入。
2019年、シャンソンVマジックへ移籍。
2021年、日立ハイテク クーガーズへ移籍。